# 筆影山

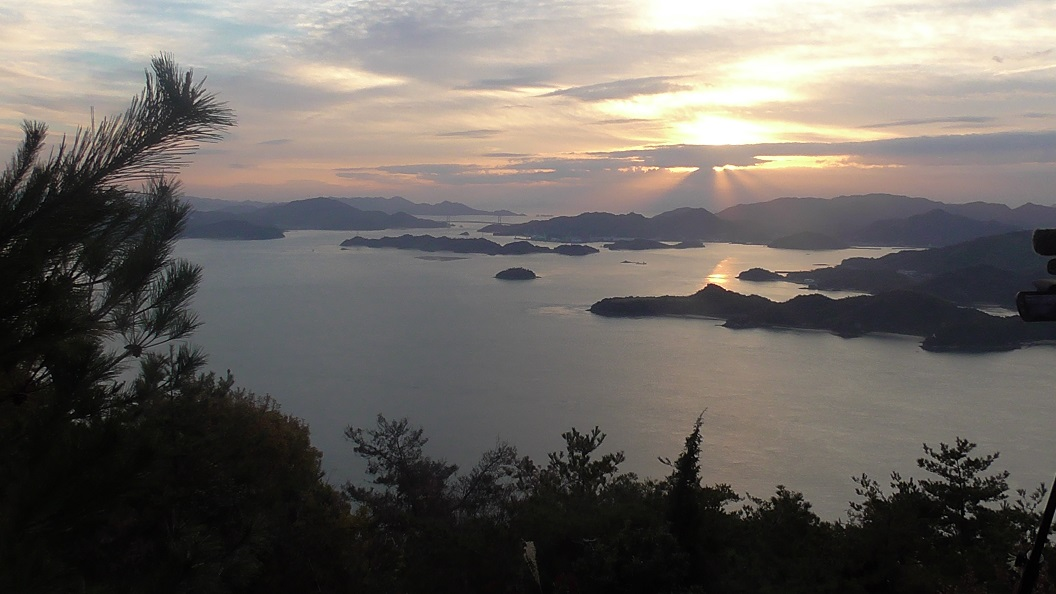
筆影山展望所からの多島美

筆影山（ふでかげやま）は広島県三原市に位置する標高311ｍの山である。
山名は海に映ると山の形が筆の様に見えるところから、江戸時代後期の儒者である頼山陽が命名。
南西に連なる竜王山とともに、この山なみ一帯は地元で畑山（はたのやま）と呼ばれ親しまれてきた。
山頂の展望台から眺められる多島美は瀬戸内海髄一と評される。
1950年瀬戸内海国立公園の一部に指定された。
山頂付近は園地となっており、桜の名所としても有名。
例年3月下旬から4月上旬にかけて時は桜がライトアップされる。

## 交通アクセス
三原駅から車で約30分。
道の駅みはら神明の里から車で約40分。